# Carlos Galván (Musiker)
Carlos Galván (eigentlich Juan Carlos Mostowyk; * 22. Mai 1940 in Tigre; † 1. August 2014) war ein argentinischer Bandoneonist und Tangomusiker.

## Leben und Wirken
Galván wuchs im Stadtteil Mataderos von Buenos Aires auf. Er hatte ab dem siebenten Lebensjahr Bandoneonunterricht und trat vierzehnjährig als professioneller Musiker auf. 1958 wurde er Mitglied des Los Cuatro para el Tango, mit dem er mehrere Aufnahmen einspielte. Von 1965 bis 1968 begleitete er als Mitglied von  Jorge Dragones Orchester den Sänger Argentino Ledesma. Von 1971 bis 1974 begleitete er den Sänger Hugo del Carril, 1976 spielte er in dem Film Los chicos crecen den Musiker Aníbal Troilo.
Ab 1980 arbeitete er als Leiter eines Orchesters zwanzig Jahre mit dem Sänger Enrique Dumas zusammen. Daneben trat er als Begleiter von Sängern wie Floreal Ruiz, Alberto Marino, Edmundo Rivero, Miguel Montero, Roberto Goyeneche, Virginia Luque, Roberto Rufino, Jorge Valdez, María de la Fuente, Néstor Fabián, Hugo Marcel und María Graña auf. Seit 1987 war er im Casablanca in San Telmo engagiert, wo er die dort auftretenden Sänger begleitete. Außerdem war er musikalischer Leiter einer von Silvio Soldán moderierten Rundfunkserie.
1992 trat Galván bei der Exposición Universal de Sevilla mit Beba Bidart auf. Im Folgejahr unternahm er mit Juan Carlos Granelli und María José Mentana eine Konzertreise durch die Karibik. Als musikalischer Leiter und Dirigent wirkte er an der Fernsehsendung La noche con amigos mit. 1998 nahm er die CD Simplemente Luisito mit dem Sänger Luis Cardei auf. 2003 unternahm er mit seinem Orchester und Enrique Dumas eine Tournee durch Japan. Mit einem Quintett begleitete er 2005 die Sängerin Patricia Torre auf der CD Nostalgia de tango.